# Rosarigasinos
 Rosarigasinos és una pel·lícula de l'Argentina filmada en color dirigida per Rodrigo Grande sobre el seu propi guió que es va estrenar el 21 de juny de 2001 i que va tenir com a actors principals a Federico Luppi, Ulises Dumont i María José Demare.
Va ser filmada a la ciutat de Rosario, l'Argentina i va tenir el títol alternatiu de Presos del olvido. Contemporàniament a l'estrena del film es va publicar el seu guió i un manual sobre el “rosarigasino”, un argot inventat per tres còmics en la dècada de 1920 de la qual va derivar el títol del film.<.

## Sinopsi
Després de passar 30 anys presos en la presó de Rosario, dos homes busquen la valisa plena de diners que havien amagat, però les coses no són com esperaven.

## Repartiment
Els intèrprets del film van ser::
- Federico Luppi	...	Alberto "Tito" Saravia
- Ulises Dumont…	Castor
- María José Demare	...	Morocha
- Francisco Puente	...	Gordo
- Gustavo Luppi	...	Alberto (jove)
- Enrique Dumont	...	Castor (jove)
- Jimena La Torre	...	Morocha (jove)
- Claudio Rissi	...	Policia Sindiente
- Emilio Bardi	...	Policia Benítez
- César Bordón	...	Policia Zalaberry
- Atilio Pozzobón	...	Comisario
- Saúl Jarlip	...	Ramoncito Fernández
- Tito Gómez 	...	Barba, amo del bar
- Liliana Gioa	...	Puta del bar
- David Ratner	...	Viejo canchita
- Gabriel Lo Bianco	...	Gordo (jove)
- Jorge Prado	...	Amantie de la Morocha
- Roberto Suárez	...	Viejito puerto
- María Zulema Amadei	...	Mujer sordomudo
- Alfredo Anémola	...	Mozo bar
- Héctor Ansaldi	...	El Ariel
- Maximiliano Aydar	...	Montenegro
- Diego Montenegro	...	Frugoni
- Alberto Ruiz 	...	Xofer blindat
- Enrique Maini	...	Andriani

## Premis i nominacions
Asociación de Cronistas Cinematográficos de la Argentina, Premos 2002
- Ruy Folguera, guanyador del Premi Cóndor de Plata a la Millor Música.
- Ulises Dumont, nominat al Premi Còndor de Plata al Millor Actor.
- Federico Luppi, nominat al Premi Còndor de Plata al Millor Actor.
- María José Demare, nominada al Premi Còndor de Plata a la Millor Actriu de Repartiment.
- Francisco Puente, nominat al Premi Còndor de Plata a la Millor
- Rodrigo Grande, nominat al Premi Còndor de Plata Millor Guió Original.

Festival de Cinema Iberoamericà de Huelva, Premis 2001
- Esment Especial en el Premi de la Crítica
- Premi de la Radio Exterior de España a la Millor Pel·lícula.
- Ulisses Dumont guanyador del Premi Colón de Plata al Millor Actor.[3]
- Rodrigo Grande, guanyador del Premi Especial del Jurat

VIII Mostra de Cinema Llatinoamericà de Lleida, Premis 2002
- Rodrigo Grande, guanyador del Premi a la Millor Primera Pel·lícula.[4]

Festival Internacional de Cinema Llatí de Los Angeles, Premis 2002
- Rodrigo Grande, guanyador del Premi del Jurat a la Millor Primera Pel·lícula.

Festival Internacional de Cinema de Mar del Plata, Premis 2001
- Ruy Folguera, guanyador de l'Esment Especial del Jurat de l'Associació Músics de Cinema (AMUCI)
- Federico Luppi i Ulises Dumont, nominats al Premi al Millor Actor
- Rodrigo Grande, nominat al Premi a la Millor Pel·lícula en la Competència Internacional.

## Comentaris
Diego Batlle a La Nación va opinar:
| « | «…l'apadrinament de dos productors de luxe com José Martínez Suárez i Adolfo Aristaín feien esperar alguna cosa més que la digna i correcta pel·lícula que al final es va veure.» | » |

Fernando M. Peña al lloc web Filmonline.com.ar va dir:
| « | «Més prop de la proposta de Nueve reinas que de la de Mundo grúa, per nomenar dos referents diferents del nou cinema argentí, aquest primer llargmetratge de Rodrigo Grande s'apunta en la millor tradició del policial negre argentí, que sempre va tenir un to alguna cosa tanguero. Gran, com Fabián Bielinsky, no tracta de trencar amb la manera clàssica de contar històries sinó que procura fer bé el que tantes vegades es va fer malament…I com Bielinsky, ho aconsegueix a força de respecte pels espectadors i els antecedents, i rigor per a contar la seva història de manera senzilla i clara.» | » |

Manrupe i Portela escriuen:
| « | «Per una vegada, una pel·lícula tanguera fora de Buenos Aires. En l'òpera prima de Grande hi ha molt de Martínez Suárez: la lleialtat, una d'aquestes dones de fierro (fins aquí), una utopia (Acapulco) i una estrafolària degradació física dels protagonistes que podria interpretar-se com una mostra de la ferocitat del temps. Bones actuacions i un aprofitament del format panoràmic, alguns bons moments i altres massa previsibles.» | » |